# 國防部戰略規劃司
國防部戰略規劃司（英語：Department of Strategic Planning，MND），簡稱國防部戰規司，為中華民國國防部本部的一級單位，主要掌理國軍軍事戰略計畫，國防報告書之編纂及發行，國軍軍制、組織、兵力結構、總員額及人力編訂，軍事交流合作政策之擬訂、指導及管制，對美軍售會議執行及專案管理之督管，督管各司令部對美軍購專案管理。